# Bratz: Forever Diamondz (datorspel)
 Bratz: Forever Diamondz  är ett äventyrsspel för 2006 baserat på Bratz mode docka. Det utvecklades av Blitz Games och publicerades av THQ. Nintendo DS-versionen har samma namn, men det är ett annat spel . Spelet släpptes på PlayStation 2, GameCube, Game Boy Advance och Microsoft Windows.